# Det svåra problemet
Det svåra problemet, eller The Hard Problem of Consciousness är ett problem inom medvetandefilosofin. Det är nära besläktat med kropp-själ-problemet. Problemet handlar om hur vi kan ha subjektiva fenomenella upplevelser, så kallade qualia, om verkligheten till fullo går att reducera till materiella samband. Problemet formulerades ursprungligen av David Chalmers i uppsatsen "Facing up to the Problem of Consciousness", publicerad 1995. Där skiljer han problemet från vad han menar är "lätta" problem. Några exempel på dessa lätta problem är skillnaden mellan vakenhet och sömn, hur vi kan ha medveten kontroll över beteende, och hur förmågan att diskriminera, kategorisera och reagera på stimuli från omgivningen fungerar.
Det svåra problemet har lett till omfattande filosofisk debatt, och rönt uppmärksamhet både i och utanför specialistkretsar, även i Sverige.